# Il était une seconde fois
Il était une seconde fois est un thriller romantique français. Il s'agit d'une mini-série composée de quatre épisodes de 52 minutes.

## Synopsis
Vincent Dauda, un trentenaire, rêve de reconquérir son ex, Louise. Il traîne son chagrin et, désespéré, fait son deuil de la rupture par le trop plein, fêtes nocturnes, amitiés viriles, aventures éphémères… Jusqu’au jour où un livreur lui remet trois colis dont un qu’il n’a pas commandé. Ce colis contient un gros cube en bois, qui, une fois ouvert, permet d'expérimenter un voyage temporel. Vincent pénètre dans le cube et se retrouve dans le passé… aux côtés de Louise avant leur séparation,.

## Fiche technique
- Titre original français : Il était une seconde fois
- Réalisation : Guillaume Nicloux
- Scénario : Guillaume Nicloux et Nathalie Leuthreau
- Directeur de Production : Didier Abot
- Assistant Réalisateur : Aurélien Fauchet
- Décors :  Olivier Radot
- Costumes : Anaïs Romand
- Photographie : Yves Cape
- Ingénieur du Son : Olivier Dô Huu
- Montage : Guy Lecorne
- Régisseur : Xavier Fabre (Bordeaux)
- Musique : Julia Kent
- Casting : Brigitte Moidon
- Production : Bruno Nahon, Caroline Nataf
- Sociétés de production : Unité de Production
- Sociétés de distribution (télévision) : Arte France (France) avec la participation de Netflix
- Pays d'origine :  France
- Langue originale : français
- Format : couleur
- Genre : mini-série, drame, science-fiction, romance
- Durée : 4 × 52 minutes (208 minutes)
- Date de première diffusion : 29 août 2019 sur Arte

## Distribution
- Gaspard Ulliel[5] : Vincent Dauda
- Freya Mavor : Louise Arron
- Patrick d'Assumçao : André
- Richard Dillane : David Arron
- Sacha Canuyt : Stanley Dauda
- Claire Sermonne : Nadège
- Eva Ionesco : Annie Arron
- Juliette Joy Anquetil : Gwen
- Alaa Safi : Nordine
- Paul Bandey : le médecin britannique
- Steve Tran : Than
- Lukas Ionesco : Clément
- Manuel Severi : le gars fête
- Jules Sagot : le 2d policier
- Émile Berling : Raphaël
- Julianne Binard : Sophie
- Éric Viellard : Franck Rivière
- Pierre Thoretton : l'homme au visage grêlé
- Aurélia Thierrée : madame Reverty
- Esteban Carvajal Alegria : Thibault
- Stéphane Durieux : Forain
- Jonathan Couzinié : Romain
- Anthony Paliotti : Stéphane
- Steve Whiteley : James
- Sylvain Creuzevault : Alexis
- Magali Heu : Claire
- Thomas Rodriguez : Jordan
- Alix Blumberg dit Fleurmont : la mère cliente Grand Bleu
- Raphaël Dumanois : l'enfant Grand Bleu
- Édouard Michelon : le client Grand Bleu
- July Morel : Fanny
- Jonathan Manzambi : un livreur
- Yves Cape : François
- Océane Martin : Anna
- Anne Cazenave : Brenda
- Didier Abot : le gynécologue

## Production

### Casting
Gaspard Ulliel a été annoncé dans le rôle principal le 18 septembre 2017. Stacy Martin a été annoncée dans le rôle principal féminin le 26 décembre 2017. Le nom de Stacy Martin figurait toujours dans les appels de casting jusqu'au 5 janvier 2018,. Freya Mavor a remplacé Stacy Martin le 18 janvier 2018,,.

### Tournage
Le tournage a débuté le 29 janvier 2018 et s’achève le 6 avril 2018 à Bordeaux,, à Paris et à Londres, ainsi qu’en Islande.